# NGC 7434
NGC 7434 ist eine linsenförmige Galaxie vom Hubble-Typ S0 im Sternbild Fische auf der Ekliptik. Sie ist schätzungsweise 362 Millionen Lichtjahre von der Milchstraße entfernt.
Das Objekt wurde am 27. Juli 1864 von Albert Marth entdeckt.